# Mercator Institute for China Studies
Das Mercator Institute for China Studies, kurz Merics, ist eine private Forschungseinrichtung in Berlin, verfasst als gGmbH. Sie wurde 2013 gegründet, um die Lücken in der Praxis- und gegenwartsbezogenen China-Forschung zu schließen. Schwerpunkt der Arbeit ist das Herausgeben von Fachpublikationen und Analysen zu geo- und innenpolitischen Aspekten Chinas sowie über dessen politische und wirtschaftliche Beziehungen zu anderen Staaten. Zusätzlich gibt es Veröffentlichungen, die sich mit Technologie und Handel befassen, sowie mit Umwelt und Klima.

## Gründung
Seit der Gründung ist Merics als An-Institut mit der Ruhr-Universität Bochum und der Universität Duisburg-Essen assoziiert und genießt an diesen Hochschulen wichtige Privilegien. Die fachkundige, sachliche und unabhängige Analyse Chinas ist für Deutschland und Europa laut Eigenaussage der Mercator-Stiftung von großer Bedeutung.
Alleiniger Gesellschafter ist die Stiftung Mercator, eine gemeinnützige, private deutsche Stiftung, die nach dem im 16. Jahrhundert lebenden flämischen Mathematiker, Kartographen und Theologen Gerhard Mercator benannt ist. Die Stiftung wurde 1996 von der Handelsfamilie Schmidt-Ruthenbeck aus Duisburg gegründet.
Gründungsdirektor ist Sebastian Heilmann, der nach fünf Jahren an der Spitze des Instituts wieder an seine Professur für Politik und Wirtschaft Chinas an der Universität Trier zurückkehrte. Im August 2018 übernahm Frank N. Pieke die Position des Direktors. Das Institut wird aktuell (Stand Mai 2025) von Mikko Huotari als Direktor und Ursula Noack als Kaufmännische Geschäftsführerin geleitet.

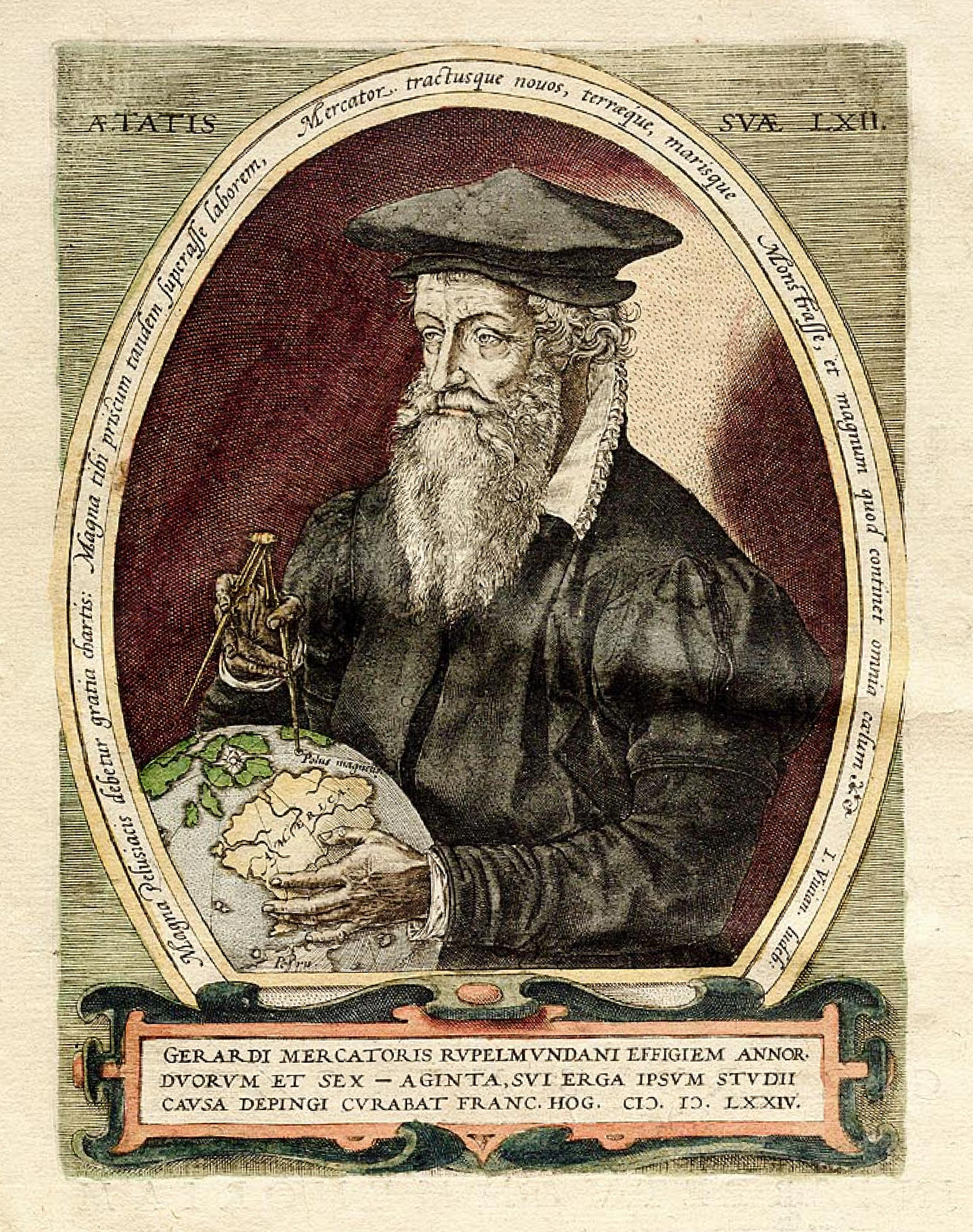
Gerhard Mercator, Kupferstich von Frans Hogenberg, 1574

## Ziele und Zielgruppen
Am Sitz in der Berliner Klosterstraße sollen dafür die Grundlagen und Analysen erarbeitet werden, um Fakten und Daten mit wissenschaftlichen Methoden zu recherchieren und analysieren. Daraus werden die für die Meinungsbildungen und Entscheidungen notwendigen Daten und Informationen für eine sachliche und unabhängige Berichterstattung erstellt und in Form von umfangreichen Ausarbeitungen und Dokumentationen, jedoch auch als kompakte Kurzinformationen bereitgestellt.
Zielgruppe der Publikationen sind sowohl Personen, die die Wirtschaft oder Medien vertreten, als auch die allgemeine Öffentlichkeit. Neben Veröffentlichungen unterschiedlichen Umfangs und Meinungsartikeln, über aktuelle Entwicklungen sowie ausführliche Analysen werden die Publikationsreihen China Monitor und MERICS Papers on China herausgegeben.
Für die Publikationen zur gegenwartsbezogenen und praxisorientierten China-Forschung sind rund 30 Mitarbeiter aus Deutschland, Österreich, Schweden, Italien, Spanien, den Niederlanden und China sowie Gastwissenschaftler aus der ganzen Welt zuständig. Sie reduzieren die enorme Informationsflut auf das Wesentliche und stellen die Materialien und Analysen dann Industrie- und Wirtschaftsverbänden, NGOs und Medien sowie den Bundesministerien und Diplomaten, den Parlamentariern und dem Kanzleramt zur Verfügung.
Zum Angebot gehören auch Schulungen und Vorträge, zu deren Kunden unter anderem die Bundesakademie für Sicherheitspolitik zählt.

## Finanzierung
Rund 20 Millionen Euro hat die Stiftung Mercator in der ersten Förderphase (2013 bis 2018) in Merics investiert und wird auch in den kommenden Jahren durch die Stiftung gefördert. Für die zweite Förderphase werden zusätzliche Fördermittel von öffentlichen und privaten Institutionen erschlossen und ab 2020 werden engere Beziehungen zu Mitgliedern und Partnern angestrebt. Mitglieder erhalten privilegierten Zugang zu den Forschungsprodukten und Veranstaltungen.

## Sanktionen durch China
Am 22. März 2021 erklärte das Außenministerium der Volksrepublik China (Ministry of Foreign Affairs, MOFA), dass Merics gemeinsam mit verschiedenen Abgeordneten von nationalen EU-Parlamenten, sowie Abgeordneten des Europäischen Parlamentes  mit Sanktionen belegt werde. Weitere Personen, wie der deutsche Anthropologe Adrian Zenz und der schwedische China-Experte Björn Jerdén waren ebenfalls betroffen. Den Sanktionierten und ihren Familien wurde verboten, das chinesische Festland, Hongkong und Macao zu betreten. Außerdem dürfen die mit ihnen verbundenen Unternehmen und Institutionen – ebenso wie die namentlich Genannten – bis auf weiteres keine Geschäfte mehr mit China tätigen.
Die Aktion erfolgte als Reaktion auf die von der EU erlassenen, restriktiven Maßnahmen gegen chinesische Beamte, die mit den Umerziehungslagern in Xinjiang im Zusammenhang standen. Den Beamten wurde vorgeworfen, eine große Anzahl muslimischer Uiguren verhaftet zu haben und Menschenrechte in der Region Xinjiang missachtet zu haben. Der genaue Umfang und die Dauer der chinesischen Sanktionen war unklar.

## Mitarbeiter (Auswahl)
(Quelle: )
- Johnny Erling
- Hanns W. Maull
- Kristin Shi-Kupfer

## Kritikpunkte
Zwei Jahre nach der Gründung von Merics wurden im Jahr 2015 Befürchtungen von Experten aus Instituten mit vergleichbaren Schwerpunkten und längerer Geschichte geäußert, Merics könne aufgrund seiner Größe eine Monopolstellung innerhalb der Branche von China-Experten, die Politik und Wirtschaft beraten, einnehmen. Unter anderem äußerten sich Mitarbeiter des German Institute for Global and Area Studies und der Sinologe und Hochschullehrer Iwo Amelung. Konkrete Kritikpunkte beinhalteten eine zu große Fokussierung auf Gegenwartsthemen und Nichtbeachtung geschichtlicher Zusammenhänge sowie Defizite hinsichtlich längerfristig ausgerichteter Forschungsprogramme und Vernetzung mit anderen China-Experten.
Ende 2023 leakte die sich für Steuergerechtigkeit engagierende Initiative Wer Hat Der Gibt die Mitgliedschaft des MERICS am Lobbyverband Die Familienunternehmer. Die Aktivisten kritisierten die Mitgliedsorganisationen aufgrund ihrer die Energiewende verlangsamenden Stellungnahmen sowie der mutmaßlichen Gewinnabschöpfung zugunsten der wohlhabenden Eigentümer und persiflierten die Familienunternehmen als „Clankriminalität“.